# Ōdai, Mie
Ōdai (大台町 Ōdai-chō) là thị trấn thuộc huyện Taki, tỉnh Mie, Nhật Bản. Tính đến ngày 1 tháng 10 năm 2020, dân số ước tính thị trấn là 8.668 người và mật độ dân số là 24 người/km2. Tổng diện tích thị trấn là 362,9 km2.

## Địa lý

### Đô thị lân cận
- Mie
  - Matsusaka
  - Taki
  - Taiki
  - Watarai
  - Kihoku
- Nara
  - Kawakami
  - Kamikitayama

## Giao thông

### Đường sắt
JR Tōkai – Tuyến Kisei chính
- Tochihara - Kawazoe - Misedani - Takihara

### Cao tốc/Xa lộ
- Cao tốc Kisei
- Quốc lộ 42
- Quốc lộ 422